# Prima Ligă de Fotbal din Liberia
Prima Ligă de fotbal din Liberia este primul eșalon din sistemul competițional fotbalistic din Liberia.

## Foste campioane
| - 1956-62 : necunoscut - 1963 : Invincible Eleven (Monrovia) - 1964 : Invincible Eleven (Monrovia) - 1965 : Invincible Eleven (Monrovia) - 1966 : Invincible Eleven (Monrovia) - 1967 : Mighty Barrolle (Monrovia) - 1968-71 : nu s-a disputat - 1972 : Mighty Barrolle (Monrovia) - 1973 : Mighty Barrolle (Monrovia) - 1974 : Mighty Barrolle (Monrovia) - 1975 : nu s-a disputat - 1976 : Saint Joseph Warriors (Monrovia) - 1977 : nu s-a disputat - 1978 : Saint Joseph Warriors (Monrovia) - 1979 : Saint Joseph Warriors (Monrovia) - 1980 : Invincible Eleven (Monrovia) | - 1981 : Invincible Eleven (Monrovia) - 1982 : no championship - 1983 : Invincible Eleven (Monrovia) - 1984 : Invincible Eleven (Monrovia) - 1985 : Invincible Eleven (Monrovia) - 1986 : Mighty Barrolle (Monrovia) - 1987 : Invincible Eleven (Monrovia) - 1988 : Mighty Barrolle (Monrovia) - 1989 : Mighty Barrolle (Monrovia) - 1990 : nu s-a disputat - 1991 : LPRC Oilers (Monrovia) - 1992 : LPRC Oilers (Monrovia) - 1993 : Mighty Barrolle (Monrovia) - 1994 : NPA Anchors (Monrovia) - 1995 : Mighty Barrolle (Monrovia) - 1996 : Junior Professional (Monrovia) | - 1997 : Invincible Eleven (Monrovia) - 1998 : Invincible Eleven (Monrovia) - 1999 : LPRC Oilers (Monrovia) - 2000 : Mighty Barrolle (Monrovia) - 2001 : Mighty Barrolle (Monrovia) - 2002 : LPRC Oilers (Monrovia) - 2003 : neterminat - 2004 : Mighty Barrolle (Monrovia) - 2005 : LPRC Oilers (Monrovia) - 2006 : Mighty Barrolle (Monrovia) - 2007 : Invincible Eleven (Monrovia) - 2008 : Black Star (Monrovia) - 2009 : Mighty Barrolle (Monrovia) |

## Performanțe după club
| Club                  | City     | Titles | Last Title |
| --------------------- | -------- | ------ | ---------- |
| Mighty Barrolle       | Monrovia | 14     | 2009       |
| Invincible Eleven     | Monrovia | 13     | 2007       |
| LPRC Oilers           | Monrovia | 5      | 2005       |
| Saint Joseph Warriors | Monrovia | 3      | 1979       |
| NPA Anchors           | Monrovia | 1      | 1994       |
| Junior Professional   | Monrovia | 1      | 1996       |
| Black Star            | Monrovia | 1      | 2008       |